# Bauska (rejon)
Bauska (łot. Bauskas rajons) – rejon w południowej Łotwie, funkcjonujący w latach 1949–2009.
Rejon graniczył z Litwą oraz z rejonami: Aizkraukle, Jełgawa, Ogre i Ryga.
Zniesiony 30 czerwca 2009, w ramach reformy administracyjnej.